# آتش‌سوزی جنگل‌های استرالیا

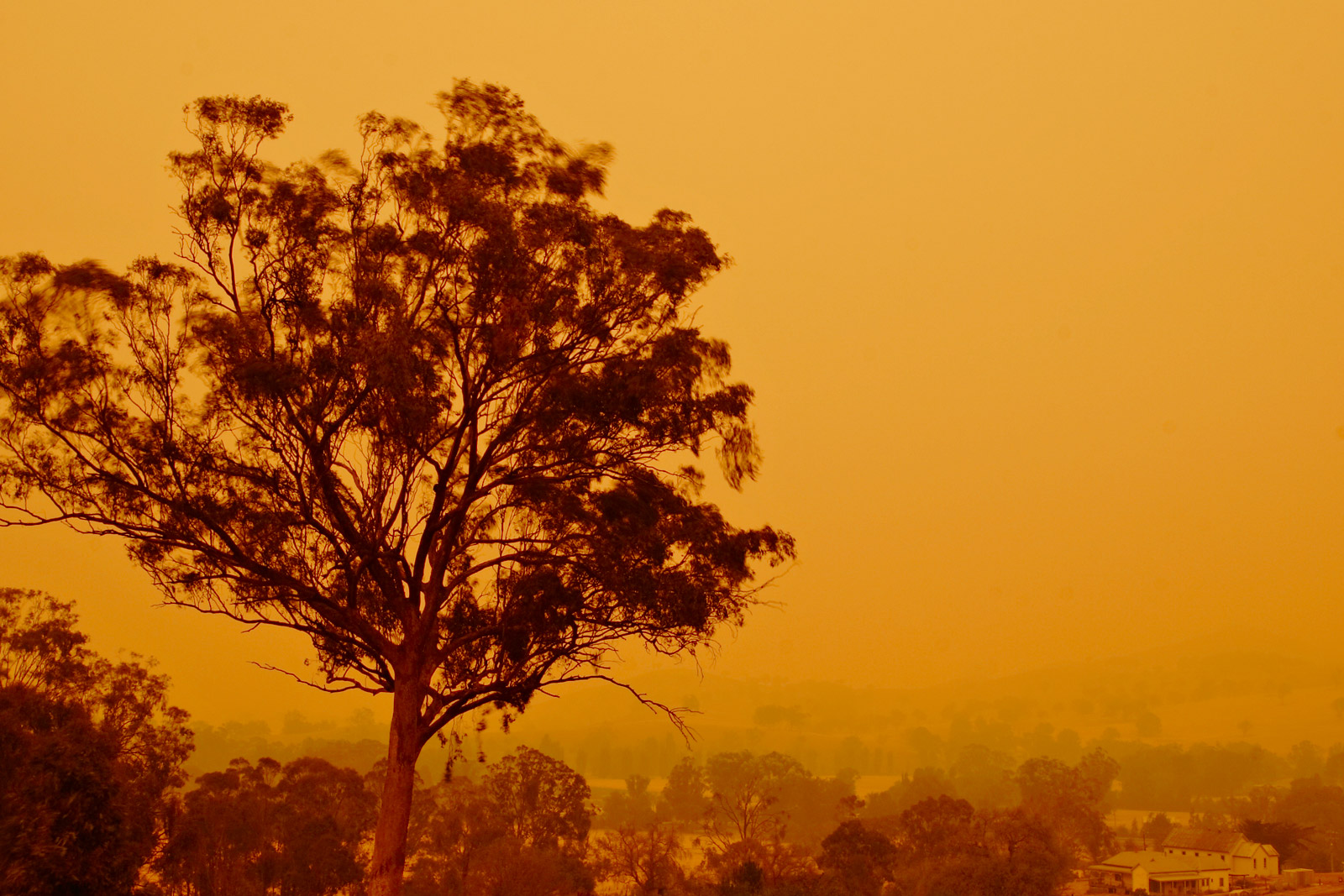
نمایی از سوئیفتس کریک در دسامبر ۲۰۰۶ در جریان آتش‌سوزی‌های آلپ ویکتوریا

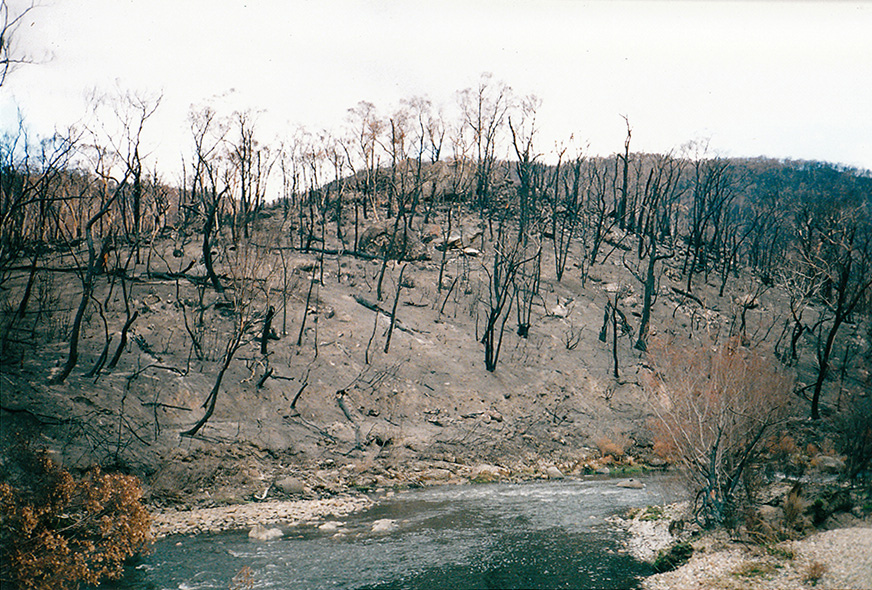
آتش‌سوزی‌های شدید بوته‌ها می‌توانند به‌طور جدی بر محیط‌زیست تأثیر بگذارند، مانند اینجا در کنار رود بزرگ، در نزدیکی استراحتگاه ماهیگیران، گیپسلند شرقی، پس از آتش‌سوزی‌های ۲۰۰۳ ایالت ویکتوریا

آتش‌سوزی‌های جنگلی در استرالیا یک رویداد گسترده و منظم است که در طول میلیون‌ها سال به شکل‌گیری ماهیت این قاره کمک زیادی کرده‌است. استرالیای شرقی یکی از آتش‌زاترین مناطق جهان است و جنگل‌های اکالیپتوس غالب آن به‌منظور رشد پدیده آتش‌سوزی در بوته‌ها تکامل یافته‌اند. با این حال، آتش‌سوزی می‌تواند باعث خسارات مالی قابل توجه و تلفات جانی انسان و حیوان شود. آتش‌سوزی‌های جنگلی از سال ۱۸۵۱ تاکنون باعث کشته شدن حدود ۸۰۰ نفر انسان و میلیاردها حیوان در استرالیا شده‌است.